# Sprygel

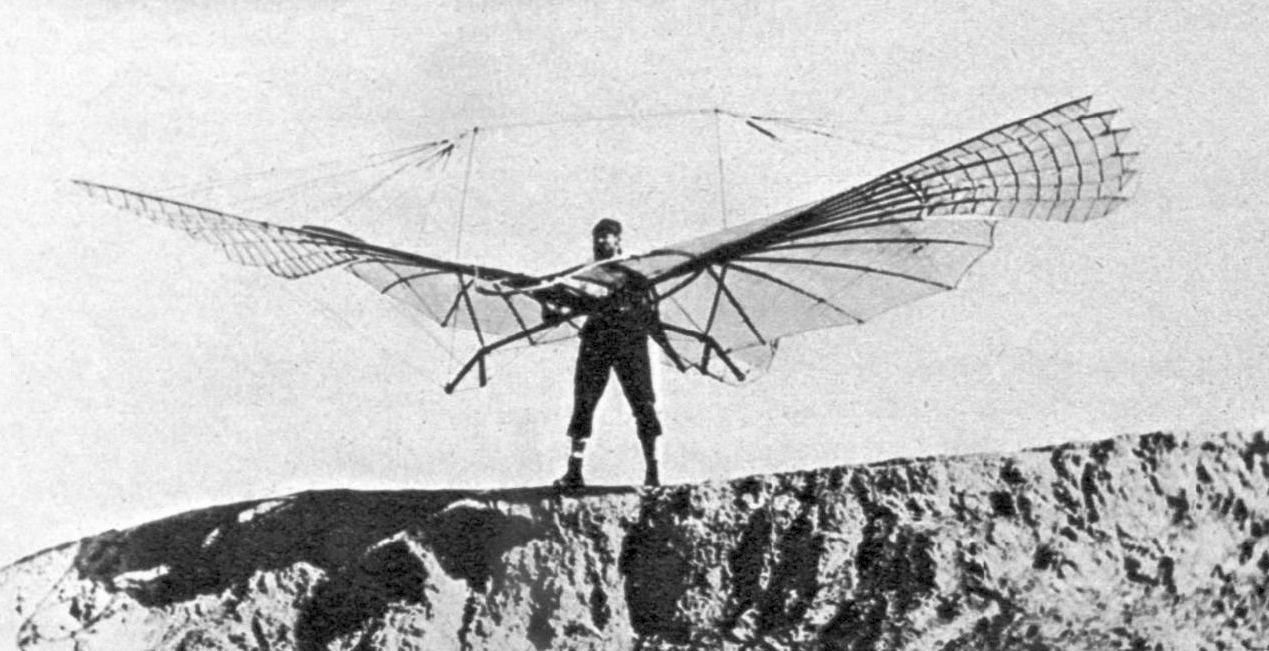
Otto Lilienthals första dokumenterade och kontrollerade flygförsök. Tidigt 1890-tal. Spryglar syns på vingarna

Sprygel är ett stag för att spänna ut tyg eller annat täckande material. Används bland annat till innertak i bilar och i vingar på modell-, motor- och segelflygplan.